# تدلي الكلية
تدلي الكلية أو الكلية العائمة أو الإطراق الكلوي هي حالة غير طبيعية تنزل فيها الكلية إلى أسفل إلى داخل الحوض حينما يكون المريض واقفاً. هذه الحالة أكثر شيوعا لدى النساء من الرجال. وقد كانت هذه الحالة من الحالات المثيرة للجدل بين الأطباء من ناحية تشخصيها وطريقة علاجها.

## السبب
يعتقد بأنه يحدث نتيجة نقصان اللفافات الداعمة المحيطة بالكلية.

## الأعراض
تدلي الكلية عديم الأعراض عند غالبية المرضى.لكن يمكن يحدث لمريض تدلي الكلية نوبات ألم مغصية عنيفة بالخاصرة، وغثيان، وقشعريرة، وارتفاع ضغط الدم، بول دموي، بيلة بروتينية.
كما أن مرضى تدلي الكلية المصحوب بالأعراض غالبا ما يشتكون من ألم حاد ينتشر إلى منطقة الأربية.
العديد من المرضى يشعرون بثقل أو وزن في منطقة البطن. عادة ما يختفي الألم بوضعية الإستلقاء.
السبب المحتمل لألم الخاصرة في حالة الوقوف والذي يختفي بمجرد الإستلقاء هو حركة الكلية والتي تسبب انسداد متقطع للجهاز الكلوي. نوبة الألم المغصوي تسمى نوبة ديتيل (ألم كلوي حاد مفاجئ). أو تسمى الاشتداد الكلوي.

## التشخيص
التفكير بالتشخيص يعتمد على أعراض المريض. ويتم تأكيد التشخيص من خلال التصوير الوريدي للجهاز البولي وذلك بالحصول على صور في وضعية الإستلقاء ووضعية الوقوف فحص حمض ديميركابتوسوكسينيك الكلوي قد يظهر كمية منخفضة في وضعية الجلوس مقارنة بوضعية الإستلقاء.

## العلاج
سابقا كان يتم تثبيت الكلية، ولكن حاليا الجراحة غير موصى بها لدى مرضى تدلي الكلية الغير مصحوب بأعراض.
ومؤخرا أصبح تثبيت الكلية بالمنظار متاحا لمرضى محددين من مرضى تدلي الكلية المصحوب بأعراض.

## روابط خارجية
1. Barber N, Thompson P (2004). "Nephroptosis and nephropexy--hung up on the past?". Eur Urol 46 (4): 428–33. معرف الوثيقة الرقمي:10.1016/j.eururo.2004.03.023. PMID 15363554.
2. "Nephroptosis". Medcyclopaedia. GE. Archived from the original on 2012-02-05.